# Spilochroa
Spilochroa is een geslacht van insecten uit de familie van de afvalvliegen (Heleomyzidae), die tot de orde tweevleugeligen (Diptera) behoort.

## Soorten
- S. albibasis (Malloch, 1931)
- S. geminata Sabrosky, 1961
- S. ornata (Johnson, 1895)
- S. polita (Malloch, 1931)
- S. punctipennis Melander, 1913